# 社会信用体系
社会信用体系源于2014年由中华人民共和国国务院印发的《国务院关于印发社会信用体系建设规划纲要（2014—2020年）的通知》，计划到2020年基本建成、奖惩机制全面启用。该项政策旨在建设涵盖政府机构、企业、个人的全社会征信体系。
中国大陸提出的社会信用体系与许多发达国家的信用评分系统不完全相同，发达国家通常仅有用于信贷的金融信用评分，而没有类似的“社会信用”。中国大陸的“社会信用”数据主要由政府部门、社会组织等在监管和服务的过程中得到，旨在“规范公共行为”，与习近平政府的大规模监控系统紧密相连，并采用了人脸识别技术和大数据分析技术。

截止2019年6月，中华人民共和国国家发展和改革委员会的官方数据显示，已有2682万人次因失信被限制购买飞机票、596万人次因失信被限制购买动车高铁票、437万失信被执行人继而主动履行法律义务，与此同时，失信的“联合惩戒”还在不断强化。一般而言，黑名单的有效期为2-5年，但如果失信人积极履行义务或主动纠正失信行为，法院可提前移除其失信信息。截止2022年，部分地区的惩戒方式还包括限制失信者的子女入读私立学校以及大学录取、为失信者设置专属“老赖”手机彩铃（回铃音）、在电影院和公交车等公共场合以及在社交网络公布失信者的部分个人信息，等等。与此同时，部分地区对信用分数高的居民也制定了相应的奖励政策，包括设立绿色通道、招聘优先录用、办卡优惠折扣等等。
支持者认为，中国大陸的社会信用体系可以引导人们更加注重诚实守法的社会行为、提高生活质量、弘扬诚信传统美德，而反对者认为现行的政策有损个人和单位的合法权益和自由，尤其是名誉权、隐私权和人格尊严，并可能成为国家全面监控、中国共产党打压异见者的工具。
在中国国外的社交媒体平台，“社会信用点”于2021年成为爆红的網路迷因，Vice认为，这是“表达对中国当局限制人民自由的不满”。但澎湃新闻指出，其本意是在嘲讽歪曲事实，污名化社会信用体系的人士。

## 涵盖内容

### 宗旨
2014年，中国大陸當局在《国务院关于印发社会信用体系建设规划纲要（2014—2020年）的通知》中提出将推动4个重点领域的诚信建设，包括政务诚信、商务诚信、社会诚信和司法公信。中国大陸當局提出的体系与传统理解有所不同，通常发达国家仅有用于信贷的金融信用评分，而没有类似的“社会信用”。中华人民共和国国务院表示，至2020年，谋求将该系统建成以法律、法规、标准和契约为依据，以健全覆盖社会成员的信用记录和信用基础设施网络为基础，以信用信息合规应用和信用服务体系为支撑，以树立诚信文化理念、弘扬诚信传统美德为内在要求，以守信激励和失信约束为奖惩机制的社会信用体系。
此外，由社会企业推动的金融个人征信系统与政府主导的社会信用体系有所差异，而2018年中国大陸當局已经不允许私人企业开展个人征信评估业务，使其失去作为信用评级业务的功能。2019年6月12日，中华人民共和国国务院总理李克强主持召开国务院常务会议，部署加快建设社会信用体系。

### 政务诚信体系
中华人民共和国国务院表示，将建立政务和行政承诺考核制度，将政务履约和守诺服务纳入政府绩效评价体系。并将建立公务员诚信档案，将公务员诚信记录作为其个人考核、任用和奖惩的依据。

### 商务诚信体系
传统的信贷机构通过大数据、人工智能等技术给借款人的信用评分（如芝麻信用、腾讯信用等），是市场导向的信用评分，有人也称之为金融信用系统。金融信用数据来自中国人民银行征信中心、第三方征信机构等。根据中華人民共和国国务院意见，征信机构的数据除了影响商业贷款，还可以被政府使用，包括影响政府采购、招标投标、行政审批、市场准入、资质审核等。
2018年，中国人民银行不再允许各公司单独开展个人征信业务，并且要求所有个人征信由公共机构百行征信提供，实质上结束了芝麻信用等的信用评级业务。

### 社会诚信体系
社会诚信体系与中国大陸的社会大规模监控系统紧密相连，涉及个人生活诸多方面，包括交通违章、见义勇为、旅游过失行为、打车行为等等。在2019冠狀病毒病疫情爆發以後，政府也將涉疫相關謠言發佈者納入社會誠信體系的不誠信行為。

### 司法公信体系
2013年7月1日，最高人民法院审判委员会第1582次会议通过及根据2017年1月16日最高人民法院审判委员会第1707次会议通过的《最高人民法院关于修改〈最高人民法院关于公布失信被执行人名单信息的若干规定〉的决定》修正的《最高人民法院关于公布失信被执行人名单信息的若干规定》规定，各级人民法院应当将其纳入失信被执行人名单，依法对其进行信用惩戒：
1. 有履行能力而拒不履行生效法律文书确定义务的；
2. 以伪造证据、暴力、威胁等方法妨碍、抗拒执行的；
3. 以虚假诉讼、虚假仲裁或者以隐匿、转移财产等方法规避执行的；
4. 违反财产报告制度的；
5. 违反限制消费令的；
6. 无正当理由拒不履行执行和解协议的。

2017年5月1日起，《最高人民法院关于公布失信被执行人名单信息的若干规定》生效，规定纳入失信被执行人名单的期限一般为2年；对以暴力、威胁方法妨碍、抗拒执行情节严重或具有多项失信行为的，可以延长1年至3年。 此外，积极履行生效法律文书确定义务或主动纠正失信行为的，人民法院可以提前删除失信信息。

## 奖惩机制

### 惩戒方式
根据国务院意见，奖惩措施包括通过设立红名单和黑名单。信用差的组织或个人可能将面临不公平的严格监管，信用好的组织将可以获得行政审批“绿色通道”。对严重失信的组织或个人，由各政府部门采用各自分开的标准，将其监管的组织或个人列入各自的黑名单。而被列入黑名单后，将面临多个部门的“联合惩戒”，黑名单的有效期一般为2-5年，但如果失信人积极履行义务或主动纠正失信行为，法院可提前移除其失信信息。
根据中華人民共和国国务院意见，征信机构的数据除了影响商业贷款，还可以被政府使用，包括影响政府采购、招标投标、行政审批、市场准入、资质审核等。国务院表示，惩戒措施包括将乘坐高铁吸烟的旅客列入黑名单，而被纳入黑名单的旅客将在几个月内无法乘坐高铁。此外，贷款逾期不仅会影响下次贷款，个人被列入失信被执行人名单后，将无法乘坐高铁和飞机。阿里巴巴集团还和最高人民法院合作，限制失信被执行人在淘宝上购买奢侈品。2019年7月22日，国家互联网信息办公室发布《互联网信息服务严重失信主体信用信息管理办法（征求意见稿）》，表示将对纳入失信黑名单的互联网信息服务提供者和使用者依法依规实施限制从事互联网信息服务、网上行为限制、行业禁入等惩戒措施。
截止2019年6月，中华人民共和国国家发改委的官方数据显示，已有2682万人次因失信被限制购买飞机票、596万人次因失信被限制购买动车高铁票、437万失信被执行人继而主动履行法律义务。2019年7月，单月新增256万人次被限制购买飞机票、9万人次被限制购买动车高铁票。
此外，重庆、广东佛山、河北等地限制失信之人的子女入读私立学校，一些学生因父母失信导致大学录取受到影响；多个城市与中国移动、中国联通、中国电信合作，将失信之人的手机铃声设为专属的“老赖”彩铃；福建、山东的多个城市在电影院放映屏幕上公示是失信之人的信息。

### 奖励方式
部分地区对信用高的公民也制定了相应的奖励政策，包括设立绿色通道、优化容缺受理等等。譬如在苏州，信用分数“桂花分”较高者可享受公共自行车租借时间延长、图书馆借阅书籍量增多、办卡折扣等优惠；在广州，对于信用分数高的居民，在人员招录、任用、职称评定、考核评优等工作中，同等条件下列为优先选择对象，在教育、就业、积分入户、住房保障、创业等领域给予优先考虑或者重点支持等。

## 部分地區政策
在部分地區，社會信用體系被用於規範更多的行為，不過此類政策僅在實施地區有效，並未推廣至全國。
| 地区 | 部分政策 |
| ---- | --- |
| 睢宁 | - 中国首个公民社会信用评分体系 - 2008年起开始构思，2009年形成草案并交付县委表决，2010年开始实施 - 引发巨大的媒体争议，被讥为“良民证” - 2014年新华社再次报道，并认为是好的尝试 |
| 北京 | - 2019年5月15日起，《北京市轨道交通乘客守则》生效，在地铁上逃费、占座、列车上进食（婴儿、病人除外）、推销营销、大声播放视频音乐等行为，将以不良信息的方式记录个人信用。 - 2018年底，《北京市进一步优化营商环境行动计划(2018年—2020年)》颁布，计划于2020年底前完成北京市社会信用条例立法工作、建成覆盖全部常住人口的北京“个人诚信分”工程；将定期公示企业和个人失信记录，形成“一处失信、处处受限、寸步难行”的失信惩戒格局。 - 2018年起，部分地区行人闯红灯会被相应设施抓拍，并即时公示在路口的大屏幕上，而闯红灯违法记录未来还计划与个人信用挂钩。 |
| 上海 | - 2019年9月，上海警方将建立“养犬信用积分制”，并将纳入征信体系，以规范市民养犬行为。 - 2019年7月1日起，《上海市生活垃圾管理条例》生效，个人和单位“不履行生活垃圾分类义务且拒不改正，造成严重不良影响的”，信息将归集到上海公共信用信息平台，失信主体将依法受到惩戒措施；个人处以五十元以上二百元以下罚款，单位依据实际情况罚款金额由五百元至五十万元不等。 - 2016年5月1日起，《上海市老年人权益保障条例》生效，如果子女等家庭成员拒不探望老人，老人可以提起诉讼、要求他们履行探望的义务，上海的法院也可做出相关的判决，要求子女回家或者到养老机构探望，而拒不探望老人的子女或其他家庭成员将被列入信用黑名单。 |
| 广州 | - 2019年8月1日起，《广州市公共信用信息管理规定》生效，参加国家、广东省或者广州市组织的统一考试作弊的，将被纳入失信信息 。 - 2019年8月1日起，依据上述《管理规定》，乘坐公共交通工具时冒用他人证件、使用伪造证件乘车、霸占他人座位等妨碍公共交通秩序或者影响安全行驶的，将被纳入失信信息 。 |
| 深圳 | - 2019年11月1日起，《深圳经济特区道路交通安全违法行为处罚条例修正案》生效，十四岁及以上行人未遵守交通规则（譬如肆意横穿马路、闯红灯），一旦被发现，其违法行为将直接纳入征信系统；而十四周岁以下的儿童违反道路法规时，交警可安排其监护人接受安全教育或参加社会服务，如果监护人拒绝履行义务同样会纳入征信系统。 - 2019年11月1日起，依据上述《修正案》，机动车和非机动车驾驶人的违法行为纳入信用系统：“违规使用远光灯”“代扣驾照分”“酒后驾驶电动车”违法主体将被纳入征信体系，驾驶人一年内违反道路交通安全法律、法规，受到五次及以上罚款处罚的，或者一年内有三次及以上道路交通安全违法行为未处理的等等，都将被纳入征信系统。 - 2018年起，深圳部分地区行人闯红灯等行为会被记录在案，并定期推送给前海征信、蚂蚁金服等信用机构，而违规者的个人照片等信息会被即时公示在交通路口的大屏幕上。 |
| 杭州 | - 2019年8月1日起，《杭州市生活垃圾管理条例》生效，违反本条例规定受到行政处罚（比如生活垃圾未合理分类投放），不良信息将被纳入个人或单位的信用信息系统。 |
| 南京 | - 2019年7月8日起，《南京市文明交通信用管理实施细则》生效，非机动车、行人一年内闯红灯等违法达到5次及以上的，认定为一般交通失信行为，记入个人信用档案；一些地区，交通违规者的部分个人信息会被即时公示在交通路口的大屏幕上。 - 2019年7月8日起，依据上述《管理实施细则》，非机动车一年内驶入机动车道累计达5次，无牌上路、非法改装累计3次以上等情形构成一般交通失信行为，记入个人信用档案。 |
| 苏州 | - 2016年起，苏州市社会信用体系建设办公室设立“桂花分”系统，包含全市常住人口和流动人口共计约1300多万，将打车软件爽约、打怪升级使用外挂作弊、订酒店不入住、预约餐厅餐位不出现、实名手机欠费、叫外卖不取餐等25条列入扣分项目。 此外，志愿公益服务、献血等被视为加分项目。 |
| 天津 | - 2022年中起，天津市对于未按照规定缴纳停车费用的停车人增设了30天的欠费补缴期限，并规定经管理部门催缴仍未缴纳的停车人，可以处100元以上500元以下罚款。同时，停车场经营者、停车人的违法行为信息将纳入信用信息共享平台，实施失信惩戒。 |
| 济南 | - 2017年1月1日起，济南市《文明养犬信用计分制实施细则》生效，按照规定，第一次查处犬只扰民、遛狗不拴绳等行为，民警将对犬主进行警告，并扣除3分；第二次查处时，将视情形对犬主处以200元至500元的罚款，再次扣除3分；第三次查处时，对犬主扣满12分、5年内不得饲养犬只；此外，犬只如未办证或狗证未进行年审，将一次扣除12分、罚款2000元。扣满12分的犬主，将被没收犬只，到指定地点学习相关养犬法规，考试合格后可领回犬只；而在动物保护基地做义工、自愿与民警一起巡查等行为可以适当加分。 |

## 評價

### 正面评价
- 2019年8月，中国国际问题研究院助理研究员范郑杰发表文章，认为设置“黑名单”等惩戒失信措施并未超越现有法律范畴，同时“《社会信用体系建设规划纲要》实施近五年来，中国大陸公共信用体系与市场信用体系相互补充，初步形成了良性互动的局面。根据2019年年初世界银行发布的《营商环境报告》显示，中国大陸营商环境排名一年内从第78位跃升到第46位，包括社会信用体系建设在内的相关改革措施是市场活力焕发、市场监管效率提升的重要原因。”[89]
- 2018年8月，柏林自由大学教授柯珍雅（Genia Kostka）发表了一篇研究论文，研究基于对2209名中国大陸各地公民进行的在线调查，调查结果表明约80％的受访者赞成社会信用体系，柯珍雅总结道：1）富有的高学历城市市民，可以从社会信用体系获得更广泛的利益，所以作为这种声誉制度的主要受益者，这类人群会是最认可社会信用体系的；2）富有的高学历城市市民更愿意将社会信用体系的功能解释为对个人社会行为的规范而不是侵犯数据隐私。[29][90][91]结果表明”公民们不认为社会信用体系是一种监视手段，而是一种提高生活质量、缩小（政府和企业/市民间）体制和监管差距的工具，从而引导人们更加注重诚实守法的社会行为。”[29][90][91]但柯珍雅指出，社会信用体系的成功将成为中国共产党打压异见者的强大工具。[32]

### 负面评价
- 2019年10月，北京大学法学院教授沈岿在《中国法学》2019年第5期发表文章《社会信用体系建设的法治之道》，其中提到部分现行的失信惩戒制度与“法治国”原则相悖，中国大陸的社会信用体系：1）应当遵循“依法行政原则”，而在目前推行的失信惩戒制度中，声誉不利、资格剥夺、自由限制等三类失信惩戒措施在事实上或法律上会损害个人或组织的合法权益；2）应当遵循“尊重保障人权原则”，而现在纷乱的惩戒制度，有的把失信做扩大化理解......通常配套的基本措施是把失信人列入失信名单而公开，以示惩戒......有违背尊重保障人权原则的可能，尤其是牵扯名誉权、隐私权和人格尊严； 3）应当遵循“不当联结禁止原则”，现在的“一处失信，处处受限”隐含着“惩戒无边界”之意，让失信惩戒严重涉嫌违反“不当联结禁止原则”，该原则的基本含义是行政机关的行政行为与人民的付出之间，若无实质的内在关联，不得互相结合，禁止“与事件无关之考虑”。[30]
- 2019年9月，旅美中国大陸学者何清涟认为，一个国家的信用体系由个人信用、厂商信用、制度信用与国家信用等四个层次构成，中国大陸这四个层面都处于崩坏状态。而国际社会纷纷表达对中国大陸目前推行的信用建设体系的恐惧感，何清涟提道“中国是一党专政的极权国家，在互联网技术中发展出了一整套完整的干预、监控技术，全世界担心中国社会信用评价系统会成为政治监控系统，是基于对中国政府的认识。”[4]
- 2019年8月，人权观察認為，社会信用体系是中國大陸當局的大規模監控計劃中的一部分。[92]
- 2019年7月，香港眾志創建人羅冠聰認為，中国大陸社会信用体系顯示了數位威權（digital authoritarianism）的興起，認為這個以「規訓」為中心的「馴化」國民的系統，在不使用實質暴力、減低政權的正當性之下，可以做出比暴力鎮壓同樣、甚至更強大的維穩功能。[93]
- 2018-2019年，美国之音、《福布斯》、英国广播公司、自由亚洲电台等媒体报道，中国大陸的社会信用体系被指侵犯个人隐私，使政府权力过大，中国大陸社会可能步入乔治·奥威尔在《一九八四》一书中所描述的极权、监控社会，或是英国电视剧《黑镜》（第三季第一集《急转直下》）中所描述的黑科技伤害人类自由的社会。[4][5][19][30][42][43]
- 2018年3月，美国广播公司报道，许多专家表示这一系统违反了中国大陸当地的法律，而限制公民的行动和拒绝他们平等接受教育的行为亦侵犯了基本人权。[94]
- 2018年1月，台湾《自由时报》认为，這些紀錄存在社会信用体系等，如果有相關言論如批評當局領導人或是議論政治等行為，將會扣除個人的信用評等，導致個人無法使用購票、坐車等基本服務，被批評是用來控制社會如審查制度的工具而非增進民眾福祉而設計的。[95]
- 2017年12月，德国之声認為，中国大陸社会系统体系评估指标与国家评估体系非常不透明，而大量私人数据搜集有机会侵害隐私权，可能成为国家全面监控、侵犯公民权利的工具。[31]
- 2015年10月，英国广播公司认为，中国大陸當局正在监测芝麻信用等第三方中国大陸信用评级系统。[96]
- 2015年4月，荷兰《人民报》指出，中国大陸的评级可能会收集使用中国大陸公民在线行为信息。[97]

### 与港澳的关系
在國家公共信用信息中心旗下網站「信用中國」有港澳台的預留位置，令港澳媒体質疑社會信用體系將會在這三地實施。2019年7月9日，香港政府發出新聞稿，指香港不會施行社會信用體系。澳門政策研究和區域發展局也在7月12日作出回應，指澳門不會實施內地社會信用評價體系。7月13日，該網已移除港澳台的預留位置。國家發改委指香港與內地無信用共享政策，內地與港澳實行不同法律制度，社会信用体系不適用於港澳，如港澳地區建設信用體系，需符合《香港基本法》的相關要求。儘管社会信用体系不會於港澳實施，但仍然適用於內地營運、工作的企業及個人。
2019年7月5日，廣東省推進粵港澳大灣區建設領導小組公布《廣東省推進粵港澳大灣區建設三年行動計劃（2018-2020年）》提到「加快社會信用體系和市場監管體系建設」和「探索依法對大灣區內企業聯動實施信用激勵和失信懲戒」。

### 流行文化

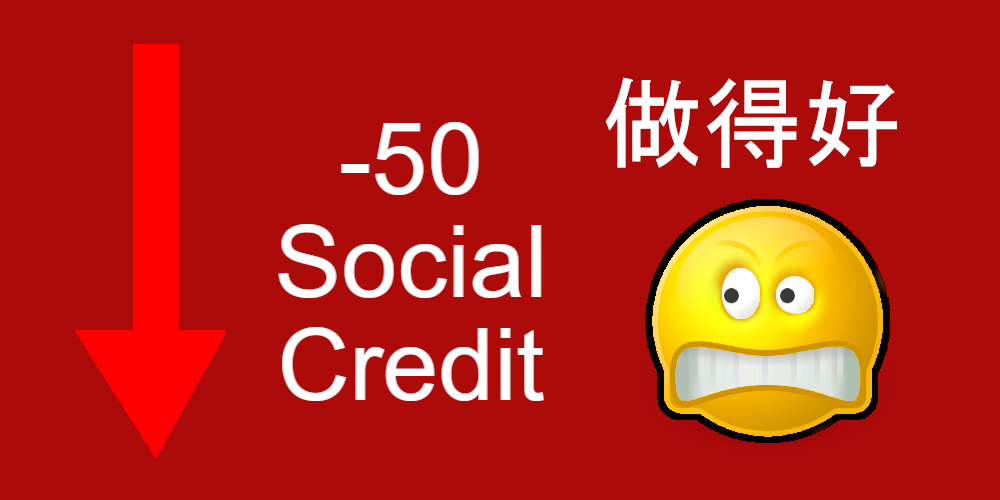
一個「社會信用分數」的迷因範例，上面的英文翻譯為，社會信用-50

2021年，社會信用體系在各大社群媒體平台上成為網路迷因。據《VICE》報導，這些迷因的流行反映了「對中國政府限制公民自由的不滿廣泛蔓延」，但該文章同時指出，這一趨勢延續了對社會信用體系的誤解與錯誤資訊，例如認為中國民眾會依據數字化的「社會信用分數」獲得獎勵或受到懲罰。 此類笑話通常以某人對中國政府的正面或負面行為來呈現，這些行為會讓發佈者的「社會信用分數」增加或減少。（p. 40）
根據《The Spectator》的說法，西方媒體對「社會信用分數」的敘述在中國網路社群中引發了大量嘲諷和諷刺，因為西方的理解與中國的實際情況存在明顯差異。